# Louis Normant Du Faradon
Louis Normant Du Faradon (1681-1759) est un sulpicien canadien qui fut vicaire général et directeur du séminaire de Saint-Sulpice de Montréal.

## Biographie
Né le 18 mai 1681, dans le diocèse de Nantes, de Charles Normant, médecin, et de Marie Legrand, dame du Faradon, il arriva en Canada le 5 juillet 1722. Il avait été ordonné en 1706. En 1739, supérieur de la maison de Saint-Sulpice à Montréal, il bénit la première église paroissiale de Chambly. 
Par ses soins et par les industries de sa charité, M. Normant fut en 1751, le restaurateur de l'hôpital général de Montréal, et l'instituteur des sœurs hospitalières (les sœurs grises), qui gouvernèrent à la place des frères Charon, communauté d'hommes, sous le gouvernement de François Charon, dont Saint-Vallier approuva les constitutions, en 1723. 
Il mourut à Montréal, le 18 juin 1759, âgé de 78 ans.